# Romana (Włochy)
Romana – miejscowość i gmina we Włoszech, w regionie Sardynia, w prowincji Sassari.
Według danych na rok 2004 gminę zamieszkiwało 621 osób, 29,6 os./km². Graniczy z Cossoine, Monteleone Rocca Doria, Padria, Thiesi i Villanova Monteleone.